# Ischim
Ischim (russisch Иши́м; wiss. Transliteration: Išim) ist eine russische Stadt in der westsibirischen Oblast Tjumen mit 65.243 Einwohnern (Stand 14. Oktober 2010).

## Geographie

### Geographische Lage
Die Stadt liegt rund 300 Kilometer südöstlich der Gebietshauptstadt Tjumen am Fluss Ischim und unmittelbar an der Strecke der Transsibirischen Eisenbahn (Kilometer 2428). Ischim wurde durch die Verlängerung der Europastraße 22 in den asiatischen Teil der Russischen Föderation 2002 Endpunkt der Trasse.

### Klima
Die Stadt hat für Sibirien typische klimatische Bedingungen. Im Winter erreicht die Lufttemperatur bis zu −48 °C; im Sommer dagegen teilweise bis zu 42 °C. Die Ausgänge der Häuser können bei hohem Schnee blockiert werden und die Bevölkerung einschließen. Ein Buran-Wind kann im Winter als auch im Sommer vorkommen und möglicherweise Schäden verursachen. Die klimatischen Bedingungen können zeitweise das Verkehrs- und Elektrizitätsnetz der Stadt lahmlegen. Schmelzender Schnee im Frühling und wochenlange Regenfälle im Sommer sorgen u. a. für große Überschwemmungen.

## Geschichte
Ischim wurde in der zweiten Hälfte des 17. Jahrhunderts als Handelsposten Korkina sloboda (Коркина слобода) am Fluss Ischim gegründet. Im Jahr 1782 wurde die Siedlung auf Weisung Katharinas der Großen zur Stadt ausgebaut. Ihr wurde das Stadtrecht verliehen und sie erhielt ihren heutigen Namen. Während des russischen Bürgerkrieges war Ischim Zentrum des sibirischen Bauernaufstandes 1921. Während des Zweiten Weltkrieges waren mehrere Werke aus dem europäischen Russland in die Stadt verlagert.

### Bevölkerungsentwicklung
| Jahr | Einwohner |
| ---- | --------- |
| 1897 | 7.153     |
| 1939 | 30.976    |
| 1959 | 47.793    |
| 1970 | 56.162    |
| 1979 | 62.522    |
| 1989 | 66.373    |
| 2002 | 67.757    |
| 2010 | 65.243    |
| 2015 | 65 289    |

Anmerkung: Volkszählungsdaten

## Kultur und Sehenswürdigkeiten
Erscheinungs-Kathedrale (1775–1814) ist ein Kulturdenkmal mit staatlicher Bedeutung und ein Architekturdenkmal von sibirischen Barock. 
Das Stadtbild Ischims ist geprägt von mehrstöckigen Blockhäusern. Kommunistische Denkmäler, etwa von Lenin, finden sich vielerorts innerhalb der Stadt. Ein großer Teil der Bevölkerung besitzt außerhalb der Stadt eigene Datschen oder Gärten. Ischim hat einen am gleichnamigen Fluss gelegenen Strand, wo im Sommer gebadet wird. Die moderne Stadt in Sibirien bietet Diskotheken, Konzertsäle, Kinos, Videotheken, Museen, Theater und Kulturzentren.

## Wirtschaft und Infrastruktur

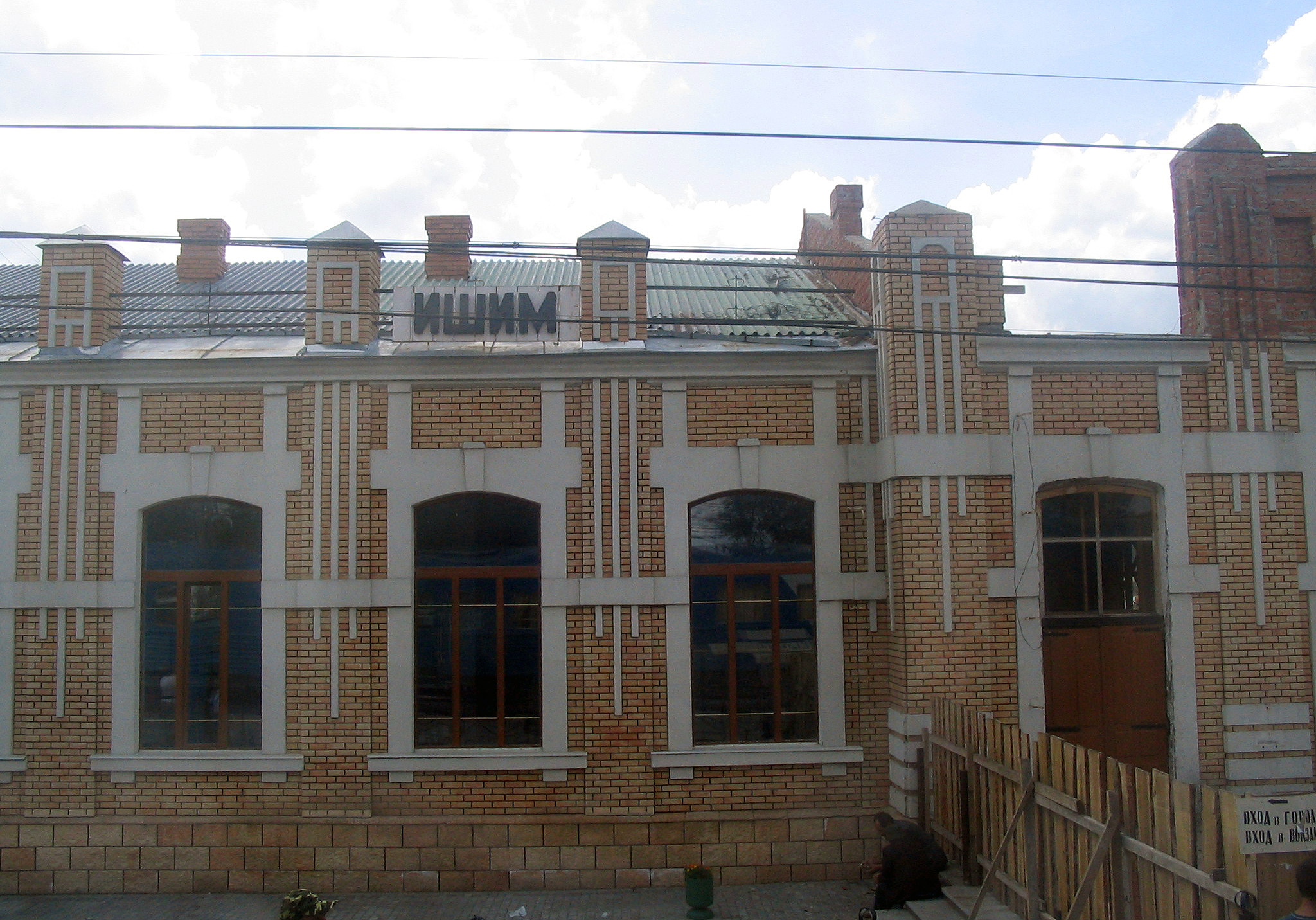
Bahnhof Ischim

Ischim ist ein Zentrum der Textil- und der Lebensmittelindustrie. Fleischerzeugnisse werden im „Mjasokombinat“ verarbeitet, Süßigkeiten in der Konditorfabrik hergestellt und für Backwaren sorgen mehrere Bäckereien. Die Ischimer Brauerei produziert mehrere Sorten Bier und Getränke.
Es gibt etwa 13 Grund- und Hauptschulen, Fachhochschulen, unter anderem für Pädagogik, Medizin oder Landwirtschaft, sowie Filialen einiger Tjumener Hochschulen.
Die Arbeitslosenquote der Stadt ist sehr gering, und im Gegensatz zu den Sowjetzeiten, als Warenmangel herrschte, gibt es inzwischen in der Stadt in den unzähligen Geschäften alles zu kaufen.
Durch die Stadt verläuft die Transsibirische Eisenbahn von Moskau nach Peking. Chinesische Händler, die auf ihrer Reise nach Moskau regelmäßig am Bahnhof Ischim halten, verkaufen aus dem Zug heraus Kleidung und Elektronik. Es sind meist billigere Plagiate.
Ischim ist das östliche Ende der Europastraße 22.

## Medien
- Lokalfernsehsender "Ишим ТВ" (Ischim TV)[8]
- Media-Services: "Штурман Медиа", "Ишим ТВ".[9]
- Radio: "Аэлита", "Красная Армия", "Шансон", "Авторадио", "Русское радио", "Радио 7".[10]
- Zeitungen: "Ишимский купец", "Ишимский плацдарм", "Ишимский азарт", "Интерес".[11]
- Ischimer Ausgabe der Prawda-Zeitung "Ишимская правда"[12]

## Söhne und Töchter der Stadt
- Rimma Schukowa (1925–1999), Eisschnellläuferin
- Nikolai Anikin (1932–2009), Skilangläufer und Olympiasieger
- Boris Schachlin (1932–2008), Turner und Olympiasieger
- Oleh Halkin (1965–2003), Radrennfahrer
- Jegor Silin (* 1988), Radrennfahrer

## Städtepartnerschaft
- Grand Forks in North Dakota, USA

## Bürgermeister
- Alexander Rhein (Russlanddeutscher), 1991–2007
- Sergei Putmin, 2007–2012
- Fjodor Schischkin, seit 2012